# 藤原欣一郎
藤原 欣一郎（ふじわら きんいちろう、1932年 - ）は日本の会計学者。元八幡大学教授。公認会計士 。

## 経歴
1957年 八幡大学二部法経学部経営経済学科卒業。1964年公認会計士登録、会計事務所開設。同年八幡大学法経学部講師就任。1974年八幡大学教授に就任。大学では賃金管理論、会計学総論、経営分析論の講義を受け持った。
1988年日本税務会計研究学会理事。2005年福北監査法人設立。
2020年8月28日、死去、88歳。

## 著書
- 財務諸表論の理論と計算第3版　株式会社税務経理協会  1997年
- 経営分析論の理論と実務       　　　森山書店              1994年
- 財務諸表論の理論と計算       　　　税務経理協会          1993年
- 簿記論の理論と計算           　　　　　税務経理協会          1991年
- 資金収支管理                 　　　　　　　　森山書店              1983年
- 財務諸表論の理論演習         　　　　中央経済社            1983年
- 投下資金管理                 　　　　　　　　森山書店              1982年
- 財務諸表論の計算演習         　　　　中央経済社            1982年
- 利益増大管理                 　　　　　　　　森山書店              1979年
- 経営基本管理                 　　　　　　　　森山書店              1979年

## 論文
藤原欣一郎>